# مونوغرام بيكشرز
مونوغرام بيكشرز (بالإنجليزية: Monogram Pictures)‏ هي شركة أمريكية أسست عام 1931م، وكانت تسمى شركة ساوثرين كاليفورنيا في ذلك الوقت، وأنتجت عدد من الوسائل الإعلامية، ومنها الأفلام السينمائية والإنتاج الموسيقي وأنظمة الهواتف المحمولة وألعاب الفيديو، وغير ذلك، وتقع مقرها الرئيسي في ولاية كاليفورنيا الأمركيية بجانب فرع لها في نيويورك.

## وصلات خارجية
- مونوغرام بيكشرز على موقع IMDb (الإنجليزية)
- مونوغرام بيكشرز على موقع IMDb (الإنجليزية)
- مونوغرام بيكشرز على موقع الموسوعة البريطانية (الإنجليزية)
- مونوغرام بيكشرز في قاعدة بيانات الأفلام على الإنترنت
- مونوغرام بيكشرز في قاعدة بيانات الأفلام على الإنترنت